# あおばす
あおばすは千葉県市原市であおばす協議会が運営していたコミュニティバスである。小湊鉄道塩田営業所姉崎車庫が受託していた。

## 概要
2005年（平成17年）11月1日に、市原市青葉台地域の交通空白区域を解消するために運行を開始した路線で、運行費用は地元自治会や地元企業の出資により賄われていた。2018年（平成30年）9月をもってコミュニティバス形態での運行を終了し、翌10月から小湊鐵道の一般路線バスとして運行されている。 

## 現行路線
2017年（平成29年）7月1日現在
- 急行（平日・土曜 朝夕夜間）： 姉ケ崎駅東口 - みどりヶ丘中央 - 東公園 - ダイアパレス
- 普通（平日・土曜 昼間）： 姉ケ崎駅東口 - 姉崎中学校前 - みどりヶ丘中央 - 東公園 - ダイアパレス - 青葉台第三 - 帝京大学ちば総合医療センター

日曜・休日は運休。

## 運賃
対キロ制

## 車両
運行開始当初は、運行ルートに街路に入る狭隘部分があり、専用の三菱ふそう・エアロミディMEで運行されたが、老朽化に伴い同車での運行は2015年（平成27年）12月19日をもって終了。
以降は小湊鐵道の一般路線車（中型サイズ）を他路線と共通で運用している。それに伴い、ルートが一部変更されている。

## 沿革
- 2005年（平成17年）11月1日 - 運行開始。[2]
- 2015年（平成27年）12月19日 - 車両の老朽化に伴い、専用車のエアロミディMEでの運行を終了する。車両が中型バスに変更となり、それに伴い気求堂前（同日、みどりが丘西に改称） - 東公園間のルートが変更された[3]。
- 2017年（平成29年）7月1日 - アネッサへの乗り入れを廃止[4]。
- 2018年（平成30年）10月1日 - コミュニティバス形態での運行を取りやめ、小湊鐵道の一般路線バスとして引き継ぎ。[5]